# Cunigonde van Brandenburg-Kulmbach
Cunigonde van Brandenburg-Kulmbach (Ansbach, 1524 - Pforzheim, 27 februari 1558), was een prinses van Brandenburg-Kulmbach en door haar huwelijk Markgravin van Baden-Durlach. Zij was een dochter van markgraaf Casimir van Brandenburg-Kulmbach en Suzanna van Beieren, dochter van hertog Albrecht IV van Beieren en Cunigonde van Oostenrijk.
Zij was de eerste vrouw van Karel II van Baden-Durlach, die later in 1553 markgraaf van Baden-Durlach zou worden na de dood van zijn vader. Karel was een zoon van markgraaf Ernst van Baden-Durlach en Ursula van Rosenfeld. Op 10 mei 1551 trouwde ze in Neustadt an der Aisch met hem. Samen hadden zij twee kinderen:
- Maria (3 januari 1553 – 11 november 1561)
- Albrecht (12 juni 1555 – 5 mei 1574)

Cunigonde is luthers opgevoed terwijl haar man lid was van de katholieke kerk.
Cunigonde ligt in het klooster St. Michael in Pforzheim begraven.